# Živko Živković
Živko Živković, cyr. Живко Живковић (ur. 14 kwietnia 1989 w Užicach) – serbski piłkarz występujący na pozycji bramkarza. Živković jest wychowankiem klubu Teleoptik Belgrad. W 2007 roku przeniósł się do innego klubu z Belgradu, Partizana. Tam jednak nie miał szans na grę w pierwszym składzie i w 2008 roku został wypożyczony Metalaca Gornji Milanovac. W 2016 przeszedł do AO Ksanti, a w 2019 do PAOK FC.